# 真夏の恋人
『真夏の恋人』（まなつのこいびと）は高田りえによる漫画作品。『少女コミック』に連載された。全6巻。
CDブックも発売された。

## あらすじ
高校1年生の真夏(マナツ)はバスケ大好き少女。昔、隣に住んでいた初恋の男の子通称お師匠様、冬馬にバスケを教わった。その冬馬くんが超かっこよくなってまた戻ってきた!バスケ部に入ろうと勧誘する真夏ですが!?

## 登場人物
朝倉真夏（あさくら まなつ）
高校1年生元気でガッツのある女の子。バスケが大好きで女子バスケに入りたかったが廃部になっているため、マネージャーになった。
相沢冬馬（あいざわ とうま）
真夏のバスケのお師匠様。クールで無表情だが真夏には優しいところがある。
秋葉紅葉（あきば こうよう）
真夏とは中学からの友達。バスケの中学県大会でMVPをとったことがある実力者。いつも冬馬とバトルをしている。
五月右京（さつき うきょう）
芝青高校バスケ部のキャプテン。冬馬をつぶすための戦略をねっている。
佐倉春希（さくら はるき）
冬馬の中学時代の親友。
花水七草（はなみず ななくさ）
真夏の父の上司の娘。真夏一家が父の仕事の都合で北海道に行く間家を貸す相手。